# Motif
Motif (oder MOTIF) ist ein GUI-Toolkit, mit dem unter anderem grafische Benutzerschnittstellen (GUIs) unter dem X Window System auf Unix und anderen POSIX-artigen Systemen entwickelt werden können. Ab Version 2.1 unterstützt Motif Unicode, was dazu führte, dass es in etlichen mehrsprachigen Umgebungen genutzt wird. Es kam in den 1990er Jahren mit der Verbreitung von UNIX-Workstations auf und positionierte sich gegen das Open-Look-GUI. Daneben ist es auch ein Standard nach IEEE 1295. Es war und ist auch noch in Verwendung in den Grundelementen für das Common Desktop Environment und als Adaption in PC/GEOS.
Motif ist erkennbar an der Verwendung von rechteckigen und mit dreidimensionalen Effekten versehenen Benutzerschnittstellen-Elementen – Menüs, Knöpfe, Regler, Texteingabefelder und Ähnliches. Diese Effekte wurden später auch von Microsoft in Windows 3.0 und Windows 3.1 übernommen, mit dem die graphische Benutzeroberfläche sich schließlich auch auf PCs durchzusetzen begann.
Die sehr weitreichende Anpassbarkeit des Erscheinungsbildes ermöglicht es Programme zu erstellen, die auch aktuellen Darstellungstrends entsprechen. Dies gilt insbesondere für Schattierungen und Erscheinungsbild der Widgets. Ohne entsprechende Einstellungen oder Vorgaben wirkt das Erscheinungsbild antiquiert. Für die Verwendung von Motif auch in aktuellen Anwendungen spricht, dass die Bibliotheken auf eine sehr lange Entwicklungsgeschichte zurückblicken können und daher gleichermaßen ressourcenschonend und stabil sind. Anders als viele andere Grafikbibliotheken ist es mit Motif möglich, Fensteranwendungen zu programmieren, die selbst bei einer langsamen Netzanbindung noch flüssig bedienbar sind. Da die Motif-Bibliotheken so gut wie keine Abhängigkeiten zu anderen Bibliotheken aufweisen, ist auch eine hohe Stabilität bei Updates gewährleistet.
Viele urteilen, dass es heutzutage angesichts von GTK+ und Qt wertlos geworden sei (auch deshalb, weil Sun Microsystems, einer der Hauptnutzer von Motif, beschlossen hat, auf GTK+ und Gnome zu wechseln), aber es wird immer noch in vielen älteren Systemen verwendet. Zudem verwendet noch ein großer, im Laufe der Zeit angewachsener Bestand an (meist proprietärer, In-House-)Software in der Industrie Motif, die auf absehbare Zeit gewartet und erweitert wird. Insbesondere bei unternehmenskritischen Anwendungen wird oft weiterhin auf Motif gesetzt.
Motif wurde von der Open Software Foundation geschaffen (und wird manchmal noch immer OSF/Motif genannt), gehört nun aber mittlerweile zur Open Group. Das Entwicklungsportal von Open Motif wird nicht von der Open Group betrieben, sondern liegt als das eigenständige, von der Industrie finanzierte MotifZone vor.
Motif wird noch weiterentwickelt, wenn auch langsam. Mit Version 2.3 gibt es analog zu XPM auch eine Unterstützung von JPEG- und PNG-Bilddateien. Ab der Version 2.3.4 (Oktober 2012) steht Motif unter der LGPL.

## Verwandte Produkte
Mitte der 1990er Jahre wurde von den Hungry Programmers eine freie (LGPL) Nachprogrammierung von Motif mit Namen LessTif begonnen.
OpenMotif ist eine Version von Motif, deren Quellcode von The Open Group veröffentlicht wurde. Es ist (fast) identisch mit Motif, darf jedoch ohne Lizenzgebühren auf Betriebssystemen genutzt werden, die freie Software sind. OpenMotif selbst ist aber keine freie Software. Mit dem Erscheinen der Motif-Version 2.3.4 unter der LGPL ist OpenMotif obsolet.